# زين حكيم
زين حكيم (بالإنجليزية: Zayn Hakeem)‏ هو لاعب كرة قدم بريطاني في مركز الوسط، ولد في 15 فبراير 1999 في ليستر في المملكة المتحدة. لعب مع نادي مانسفيلد تاون.

## وصلات خارجية
- زين حكيم على موقع قاعدة بيانات كرة القدم.إي يو (الإنجليزية)
- زين حكيم على موقع ناشيونال فوتبول تيمز (الإنجليزية)
- زين حكيم على موقع Soccerbase.com (لاعب) (الإنجليزية)
- زين حكيم على موقع Soccerway.com (الإنجليزية)